# Orós
Orós est une ville brésilienne de l'État du Ceará. Sa population était estimée à 21 389 habitants en 2010 .

## Maires
| Période | Période | Identité                       | Étiquette | Qualité |
| ------- | ------- | ------------------------------ | --------- | ------- |
| 2009    | 2012    | Maria de Fátima Maciel Bezerra | PP        |         |